# Аркадьев, Василий Павлович
Васи́лий Па́влович Арка́дьев (? - ?) - политический руководитель военных формирований Красной Армии.

## Биография
Служил в армии в Иркутске. Член РСДРП (б) с 1909 г. Участник Первой мировой войны. Служил солдатом в 55-й пехотной дивизии. После октябрьского переворота был избран председателем ревкома 35-го армейского корпуса. С ноября 1917 г. начальник гарнизона Могилёва, с конца марта 1918 г. -  комиссар Западного участка отрядов завесы (ЗУОЗ), созданного после подписания Брестского мира на основании директивы Высшего военного совета для прикрытия внутренних областей Советской России от возможного вторжения германских войск.
Участник Гражданской войны. Военный комиссар Ярославского военного округа с 12 мая (28 апреля) по середину октября 1918 г. Территориальный оперативно-стратегический военный округ создан 31 марта 1918 года приказом Высшего военного совета. Исходно включал территории Владимирской, Костромской, Нижегородской, Петроградской, Псковской, Тверской и Ярославской губерний. Штаб округа располагался в Ярославле (ул. Республиканская, 108) и Иваново-Вознесенске. (С 30 мая по 6 июля 1918 г. военным комиссаром округа был Семён Нахимсон, убитый в первый день Ярославского восстания (по версии Аркадьева, это было сокомиссарство). На военные  округа  «возлагалось ведение учета людей и лошадей, всех материальных ресурсов, формирование частей, накопление запасов необходимого для армии имущества».
Организовывал реквизиции продовольствия у крестьян. Принимал непосредственное участие в подавлении антибольшевистского Ярославского восстания,  в котором среди прочих офицеров участвовали работники штаба Ярославского военного округа, о чем Аркадьев сообщал Троцкому. Периодически наезжая из Иванова-Вознесенска, обнаружил слабые способности в организации военных действий, однако требовал телеграфными сообщениями присылки из Москвы латышских стрелков для штурма восставшего города, расстрела священнослужителей. Жена Аркадьева находилась в это время под домашним арестом в восставшем городе.
```
"Шлите отряд 1000 штыков, желательно латышей, для штурма". (Из телеграммы  Аркадьева 13 июля)
[
5
]
.
```

```
Тов. Аркадьев говорит: когда он был в Ярославле, то приказал расстрелять всех попов и монахов, так как они все были вооружены 
[
6
]
.
```

Во исполнение этого приказа после подавления восстания настоятель церкви Владимирской иконы Богоматери на Всполье священник Геннадий Здоровцев был расстрелян за то, что во время восстания с колокольни его церкви велся обстрел красных. Красными был распущен слух, что он якобы и вел обстрел. Канонизирован РПЦ в 2001 году.
```
ТЕЛЕГРАММА ЯРОСЛАВСКОГО ОКРУЖНОГО КОМИССАРА В.П. АРКАДЬЕВА О ПОДАВЛЕНИИ ВОССТАНИЯ. 21 июля 1918 г. Из Иваново № 809 Подана 21/7 14-30 Принята 21/7 17-47 Москва ЦИК копия СОВНАРКОМ копия НАРКОМУ Троцкому копия всем военкомам ГУБСОВДЕПАМ всем всем всем
Мятеж Ярославле подавлен, белогвардейцы сдались, разоруженные при помощи интернациональных социалистов они заключены в большой театр. Водворяется революционный порядок, производится строжайшее расследование. 236 Военком Яросл. Окр. Аркадьев.
[
7
]
 (На самом деле арестованные участники восстания в количестве нескольких сотен человек были расстреляны в течение нескольких дней начиная с 21 июля.)
```

В сентябре 1918 г. организовывал подавление антибольшевистских восстаний в Ветлуге и Варнавине Костромской губернии, в том числе путем бомбометания с аэроплана по Варнавину.
```
Из Иваново-Вознесенска в Кострому. 1.9.18 г. 15.27. Восставшие Костромской губернии белые имеют связь Яранском получают продукты оружие. Примите беспощадные меры прекращению  пособничества  контрреволюции.  Вышлите  вооруженную  силу Ветлугу подавления восстания комкор Аркадьев
[
9
]
```

В октябре 1918 г. был заменен на посту военного комиссара округа Михаилом Фрунзе, с 15 августа по 2 октября - вторым комиссаром округа, со 2 октября - старшим комиссаром.